# Glow (Drake)
Glow è un singolo del rapper canadese Drake in collaborazione con il rapper Kanye West, pubblicato nel 2017 ed estratto dall'album More Life.

## Tracce
- Download digitale

1. Glow – 3:26